# Himeneu de Éfeso
Himeneu de Éfeso (50–65 d.C),  foi um cristão primitivo de Éfeso, um oponente ao apóstolo Paulo, que associou ele com Alexandre de Éfeso e Fileto de Éfeso, como blasfemadores.

## Narrativa Bíblica
Em Timóteo 1:19 , Himeneu é incluído naqueles que "colocaram a prova a fé e a boa consciência cristã, a qual, rejeitando, eles naufragaram na fé". No versiculo 20, Paulo adiciona que eles foram entregues a Satanás, para que aprendessem a não blasfemar.

## Ligações Externas
- Timóteo Capitulo 1,